# مدرسه علمیه معیر
مجموعه مسجد و مدرسه علمیه معیّر مربوط به دوره قاجار است که اکنون وابسته به حوزه علمیه تهران و واقع در خیابان خیام، نرسیده به میدان محمدیه، کوچه آب‌انبار می باشد.
این اثر در تاریخ ۱۷ خرداد ۱۳۷۹ با شمارهٔ ثبت ۲۶۸۷ به‌عنوان یکی از آثار ملی ایران به ثبت رسیده است.

## تاریخچه و موقعیت بنا

اندرونی شرقی باغ معیرالممالک در زمان قاجار (بخشی از گنبد مسجد معیر در سمت چپ تصویر مشخص است).

مدرسه و مسجد معیّرالممالک در جنوب شرقی باغ معیّرالممالک ساخته شده‌است. بعدها  بخشی از باغ‌های معیّرالممالک با طرح توسعهٔ تهران تقسیم و به مردم فروخته شد، بدین سبب اطراف مدرسه در سه جهت شرق، جنوب، شمال مسکونی گردید. یکی از عوامل برپا ماندن اماکن در طول دهه‌ها و سده‌ها، درآمد موقوفاتی به آن اختصاص می‌دادند. مدرسهٔ معیّر نیز از این قاعده مستثنی نبوده‌است. در ضلع جنوبی آن تعدادی مغازه و یک دستگاه حمام در فاصلهٔ تقریبی 250 متری شرق آن ساخته، وقف مسجد گردید. بعدها در جریان توسعهٔ پاسدارخانه، املاک معیّر نیزتبدیل به بازارچه شد و درآمد حاصله وقف مدرسه گردید. در گوشهٔ جنوب غربی مدرسه آب‌انباری ایجاد گردیده بود که به منظور خنک کردن آب آن دو بادگیر در بالای عمارت تعبیه شده بود و نیاز آب آشامیدنی محل را تأمین می نمود، آب مورد نیاز حمام و اطراف آن از قنات سنگلج که دارای سه سنگ آب بود، تأمین می‌شد. وجود مجموعه آب‌انبار، مغازه‌ها و حمام خود نقش مؤثری در توسعه بعدی محله ایفا نموده، به زودی در اطراف مدرسه، بازارچه‌ها و مرکز کسب و کار چندی پدید آمد بطوری‌که محله رونقی بیش از پیش پیدا نمود، بنابراین، بافتی پدیدار شد که جلوه‌ای از پیوند ناگسستنی سکونت، کار و عبادت است.مسجد و مدرسه معیّرالممالک ضمن اینکه یانگر شیوه معماری غنی و رایج زمان خود است، یادآور ذهنیت‌های مردم و خاطرات  پیشینیان است.
در اراضی واقع در محلهٔ سنگلج تهران خانه‌هایی وجود داشت که متعلق به دوستعلی‌خان معیرالممالک نظام‌الدوله بود، در سال 1284 ه.ق معیّرالممالک شروع به احداث بناهای عمومی در این محله کرد. ازجمله بناهای احداث شده توسط ایشان مسجد و مدرسه و آب‌انبار می‌باشد، که در اراضی فوق در باغ معیرالممالک بنا نهاده شده‌است که فعلاًبه صورت مجموعه فرهنگی مذهبی پابرجاست. موقعیت بنا به دلیل نزدیک بودن به بازار بزازها و ارتباط گدرهای مجاور به میدان محدیه و بازار نو دارای اهمیت ویژه ایست.

### تولیتها
مرحوم آیه الله حاج میرزا خلیل زنجانی (از سال 1317 تا سال 1366 هجری شمسی)
مرحوم آیه الله سید محمود هاشمی مجد (از سال 1366 تا سال 1399 هجری شمسی)
آیه الله محمدباقر تحریری (از سال 1399 تا 1403 هجری شمسی (تا کنون))

## معماری
عرصه‌های عملکردی از سه بخش مذهبی، آموزشی و معیشتی تشکیل شده‌است. فضاهای ارتباطی و پشتیبانی نیز برای تأمین نیازهای جنبی و برقراری روابط میان عرصه‌ها در حد ضرورت پیش‌بینی گردیده است. سه طرف زمین در شمال، شرق، غرب کوچه‌های فرعی  است، ضلع جنوبی آن گذر عمومی و پرترددتر نسبت به سایر کوچه‌ها می‌باشد.برای انتخاب ورودی ارجحیت با جهت مقابل قبله است یعنی جبهه شمالی است، ولی در اینجا به لحاظ توجه به شارع عام مردم، ورودی اصلی از جبهه جنوبی و راستای قبله انتخای گردیده است. و از زاویه جنوب شرقی زمین و نزدیکترین محل به حیاط است. ورودی جنوبی عمود بر گذر در نظر گرفته شده‌است.پس از برقراری سردر و پیش ورودی با یک چرخش مناسب به طرف شرق دالان به موازات ضلع شرق امتداد پیدا کرده‌است، پس از طی طریق در حدود ده متر و رسیدن به امتداد ضلع جنوبی حیاط با یک زاویه نود درجه به زرف غرب، به حیاط می‌رسد.با این شیوهٔ طراحی، محرمیت و خلوت درون و بریدن از سر و صدای بازارچه و حصول آرامش و سکوت در فضای روحانی مسجد و مدرسه تا حدی تأمین شده‌است، و اینکه بعد از عبور از فضای نسبیتأ تاریک و بدون نور دالان ملاحظهٔ روشنی حیاط، جذابیت اثر را بیشتر می‌کند. استفاده از تضاد نوری از ترفندهای جالب معمارانه است که برای پویایی و تحرک فضا بکاربرده شده‌است.ورودی دوم از کوپهٔ فرعی سمت غرب انتخاب شده‌است،این ورودی بیشتر برای استفادهٔ اهالی از آب‌انبار که در جنوب غرب بناست، همچنین برای تفکیک ورودی‌های خانم‌ها و آقایان در ایام عزاداری و غیره پیش‌بینی شده‌است.حیاط مجموعه به شکل یک مستطیل کامل است که در مرکز زمین مسجد قرار داده شده‌است بطوری‌که ابعاد باقی‌مانده در طرفین آن تا ابعاد بیرونی زمین، با کاربری‌های مستقر در اطراف آن و همچنین با جهت و جایگاهی ارزشی آن‌ها متناسب و هماهنگ هستند.در ضلع جنوبی حیاط شبستان اصلی و گنبدخانه و درقسمت شرق و غرب حجره‌ها و در سمت شمالی حیاط شبستان زمستانی یا مدرس قرار دارد.

### نمای اثر
باگذر از کوچه‌های تنگ اطراف مسجد و مشاهدهٔ بلندی دیوارهای آن این احساس به بیننده دست می‌دهد که در مقابل حصارهای بلند یک قلعه قرار گرفته‌است.زمینی با وسعت 5000 متر مربع جایگاه مسجدی است که بدون حالت دعوت کنندگی، با سکون و وقار، گویی سعی دارد خود را از دید غیر محارم پنهان دارد. عموماً مساجد به گونه‌ای هستند که از دور گنبد و منارهٔ خود را نشان می‌دهند و در رابطه با بافت اطراف خود برجسته تر و دعوت‌کننده به نظر می آیند، ولی با پی بردن به فلسفهٔ وجودی این مسجد، باوری عمیق از روحیه و شخصیت این مسجد در گذشته در ما به وجود می‌آید. مسجد در قلب محله و برای استفادهٔ ساکنین محله بنا شده‌است. ورودی جنوبی مسجد به نسبت موقعیت  قرارگیری در کنار مغازه‌ها و مجاورت با کوچه‌ای عریض دارای اهمیت بیشتری نسبت به ورودی غربی است. شاید همین آمیختگی با بافت و محل کار  و زندگی آن را بی نیاز اط تبلیغ کرده‌است و تواضع آن موجب امتزاج و دلنشینی بیشتر شده‌است.

### انتظام فضایی
به‌طور کلی ساختمان را به سه بخش باز و نیمه باز و بسته تفکیک می‌کنیم:
- بخش اول _ هسته مرکزی بنا که به صورت فضای باز است . صحن (حیاط) محوطه را تشکیل می‌دهد.
- بخش دوم _ رواق‌ها که فضای نیمه باز را تشکیل می‌دند.
- بخش سوم _ فضاهای بسته که شامل شبستان و گنبدخانه، مدرس و حجره‌ها و سلیر فضاهای سرویس و آب‌انبار و غیره هستند. فضاهای نیمه باز در حد فاصل فضاهای بسته  و باز قرار گرفته‌اند.

### گنبدها و مناره‌ها
گنبد در معماری مساجد بیانگر نقطه عطفی در خط آسمان ساختمان یا بناهای مجاور آن است،فرم انحنا دار آن مانند گنبد نیلی رنگ آسمان است،گنبد در مساجد تمثیلی از آسمان در زمین است. گنبد مسجد معیّرالممالک گنبدی زیباست که سادگی جلوهٔ آجری آن بیش از هرچیز جلب توجه می‌کند،هیچ تزدیتی در این گنبد دیده نمی‌شود. گنبد از نوع دوپوش گسسته است. نوع قوس خود آن شبدری تند است، که در عهد صفویه بیشتر عمومیت داشته‌است. این نوع گنبد به دلیل ارتفاع زیاد نسبت به دهانهٔ قوس، نیروها را عمودتر به پائین انتقال می‌دهد، چون شانهٔ قوس عمودی تر است.
دو مناره ی آجری نیز در مقابل گنبد و بالای ایوان قرار دارند، از نطر ضتهری نسبتاً حجیم و سنگین به نظر می رسند،مناره‌ها از دو قسمت مجزا تشکیل شده‌اند.که قسمت پائینی آن‌ها به شکل مکعب مستطیل و قسمت بالایی مناره‌ها هشت پر نیم استوانه‌ای ست. حدفاصل قسمت مکعبی و استوانه‌ای یک صفحه تخت قرار داده شده است، که بطرز ماهرانه‌ای با استفاده از چند رج آجرکاری بیرون زده، تبدیل دو مقطع انجام گرفته‌است.ادامه مناره‌ها بطرف پائین، به خط تراز قوس ایوان و سه طاق نمای کم عرض می رسد، این حرکت عمودی سه طاق نما، نه تنها امتداد قائم مناره‌ها را تشدید می‌کند بلکه نمای ظاهری را به سه قسمت تقسیم نموده‌است.مناره‌ها دیگر به صورت مجزا و تحکیلی دیده نمی‌شوند. این شیوه ی طراحی ، یعنی تضاد توافق یافته ،که یکی از اصول زیبایی سمبولیک است.

### شبستان‌ها
ارتفاع و وسعت زیاد شبستان‌ها یادآور عروج انسان بسوی ملکوت است، در این‌جا مقیاس انسانی رعایت شده‌است و حرکت عمودی حاصل از ارتفاع گنبدخانه تا حدی تعدیل گردیده‌است. شبستان دارای یک پلان مربع شکل است، محراب در ضلع جنوبی شبستان واقع شده‌است، عمق این محراب در حدود نیم متر است که به وسیلهٔ زاق نمایی به شکل پنج اُهفت پوشیده شده‌است. جرزهای بسیار قطوری فضای گنبدخانه را از دو شبستان کناری جدا می‌کند که در حال حاضر با اندود گچ پوشیده شده‌است. نورگیری برای فضای گنبدخانه از طریق پنجره‌هایی در ساقه گنبد صورت می‌گیرد، که نمونه‌های بسیاری از این روش نورگیری در مساجد جدید یا قدیم ایران دیده می‌شود. شبستان دیگری نیز در جبهه شمالی مسجد قرار گرفته‌است که از آن به عنوان فضای مدرسه (کلاس درس طلاب) یاد می‌شده‌است. فضای داخلی آن، چون قسمت‌های دیگر آن، خالی از هرگونه تزئینات یا نازک کاری است. تزئینات داخل آن همان آرایش ساده و زیبای آجرها ست. داخل این شبستان محرابی است که بالای آن یک برج ساعت قرار دارد، این برج ساعت در گذشته عملکرد بادگیر نیز داشته‌است. پوشش این شبستان به صورت گنبدی است.

### رواق‌ها
سه قسمت شرق،غرب و جنوب صحن به رواق‌های ستون داری منتهی می‌شوند که ارتباط فضای باز صحن با فضایبسته حجره‌ها به واسطه رواق‌ها تأمین می‌گردد. در ضمن راه ارتباطی تمامی حجرات با همدیگر و همچنین با سایر بخش‌های مدرسه نیز از طریق این رواق‌ها می‌باشد. اصولاًرواق سایه گاهی خنک و مطبوع در اوقات گرم سال است و در زمستان نیز زیر آن مصون از برف باران می‌باشد. مهم‌تر اینکه،ایجاد سلسله مراتب و عرصه بندی مناسب در جهت رسیدن از فضای باز حیاط (عمومی) به فضای بسته حجره‌ها ؟(خصوصی) از طریق رواق‌ها (نیمه خصوصی)، که به صورت نیمه باز هستند،بسیار کارآمد عینیت پیدا کرده‌است.رواق جلوی حجره‌ها محرمیت لازم را تاحد ضرورت ایجاد و حریم ساکنین آن را تعیین می‌کند.این رواق‌ها دارای یک ردیف ستون سنگی است که در فواصل منظم در ابتدای آم واقع شده‌است، این ستون‌های سنگی دارای ساقه‌ای ساده و مخروطی شکل هستند، که به وسیلهٔ یک سرستونی، که در مقطع ذوزنقه‌ای است، به رواق متصل شده‌است.ساقهٔ ستون روی یک حلقهٔ سنگی استوار است.

### حجره‌ها
حجره‌های مدرسه در ضلع شرقی و غربی حیاط، انتهای رواق‌ها قرار دارند. هر حجره از طریق دو پنجره، که به‌طور متقارن در دو طرف در ورودی تعبیه شده‌است، نور می‌گیرند. البته از دو پنجرهٔ دیگر که که یکی در حدفاصل طاق حجره و رواق و دیگری توسط پنجره‌ای که در دیوار پسین (پستو) حجره قرار داشته بود، روشنایی بداخل می آمد، اما در حال حاضر هردوی آن‌ها مسدود شده‌است. پوشش سقف حجره‌ها به صورت چهرطاقی است، با این توضیح که دو قوس آن متناسب با عرض حجره و دو قوس دیگر به عرض دو سوم نصف دهانه قوس بزرگتر است، بنابراین فضای مستطیل شکل حجره از چهار تویزه با قوس پنج اُهفت و سه طاق تشکیل شده‌است.فضای داخلی حجره‌ها به وسیلهٔ یک دیوار بخ دو بخش تقسیم شده‌است، در جداره‌های فضای پیشین در مابین تویزه‌ها، رف و طاقچه برای گذاشتن لوازم طلاب در نظر گرفته شده‌است.

### تزئینات
تزئیناتی که در بناهای مذهبی هم عصر مسجد معیّرالممالک موجود است، در اینجا اثری نیست، سازندگان این مسجد برای جلوه‌های کاذب دعوت‌کننده و تزئینات ظاهری اصراری نداشتند، با اینکه قصد تزئین این مسجد را داشته‌اند. اما حالا به هر دلیلی ناتمام رها شده‌است، تنها چیزی که انجا می‌توان به عنوان تزئینات یاد نمود و شاید هم به دلیل چند عملکردی بودن بنا از تزئینات خاص یک عملکرد خودداری شده‌است. مقدار بسیار جزئی کاشیکاری در کابندی‌های زیر قوس آهیانه مسجد است، که آن هم نسبت به دیگر ابنیه مشابه، چه از نظر کمیت یا چه از لحاظ کیفیت و شیوه اجرا و رنگ بندی قابل توجه نیست. در واقع تزئین دیوارها، مناره‌ها، گنبد و طاق همان ردیف منظم آجرها ست.

## تولیت
- محمدباقر تحریری